# Kiskunmajsa
Kiskunmajsa là một thành phố thuộc hạt Bács-Kiskun, Hungary. Thành phố này có diện tích 221,99 km², dân số năm 2010 là 11745 người, mật độ 53 người/km².